# Vliet (Limburg)
De Vliet is een beek in de Nederlandse gemeentes Weert en Leudal en ligt in het stroomgebied van de Maas.

## Ligging
De beek begint ten zuidoosten van Stramproy op de grens met België en ontstaat door de samenvloeiing van de Brandbeek en de Hoebroeksloot. Vanaf hier stroomt de beek in noordoostelijke richting langs de voormalige Reinkesschans, om na ongeveer 4,5 kilometer tussen Castert en Ell uit te monden in de Tungelroyse Beek.